# Внутритропическая зона конвергенции

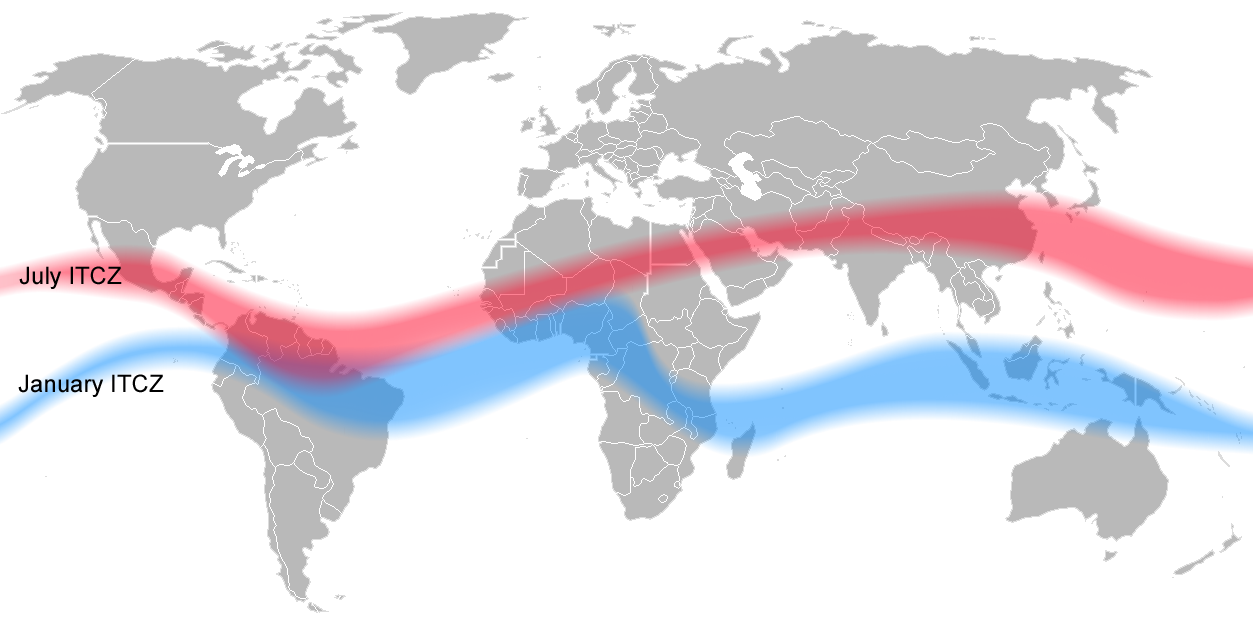
Внутритропическая зона конвергенции зимой и летом

Внутритропическая зона конвергенции — полоса вдоль экватора между пассатами Северного и Южного полушарий. Ширина — несколько сотен километров. Большую часть года находится к северу от экватора, в период лета Северного полушария она находится дальше от экватора, чем зимой, когда может даже заходить в Южное полушарие. Совпадает с экваториальной депрессией — зоной низкого атмосферного давления вдоль экватора.
Сезонные смещения внутритропической зоны конвергенции наименее заметны над Атлантическим и Тихим океанами, над Африкой и Южной Америкой она смещается несколько больше. В бассейне Индийского океана изменения наиболее велики, здесь пассатная циркуляция атмосферы на основных пространствах заменена муссонной. Перемещения могут быть заметны и от одного дня к другому.
Ветры здесь могут быть как слабые переменные, так и шквальные, а также с хорошо выраженным общим либо восточным, либо западным направлением. По сравнению с пассатным климатом здесь больше облаков, облака достигают больших высот, выпадают обильные осадки в виде ливней. В этой зоне формируется основная часть тропических циклонов.